# Wyke Regis
Wyke Regis – wieś w Anglii, w hrabstwie Dorset, w dystrykcie (unitary authority) Dorset. Leży 13 km na południe od miasta Dorchester i 194 km na południowy zachód od Londynu. Miejscowość liczy 5458 mieszkańców.